# 星野由美子 (漫画家)
星野 由美子／ホシノ ユミコ（ほしの ゆみこ、7月23日 - ）は、日本のイラストレーター・漫画家。血液型はA型。
OL時代に投稿した4コマ漫画で、白泉社『シルキー』よりデビュー。デビューから2年後にOLを退職し専業漫画家となる。夫は同じくイラストレーター・漫画家のしろー大野。

## 作品
- スチュワーですよ♪ひよこちゃん（まんがくらぶオリジナル、竹書房、2001年10月号 - 2002年12月号）
- Yahoo!保険 - くるまの保険を学ぼう（イラスト）
- 不憫系4コママンガドナドナちゃん
- 匠英一 著「男心・女心の本音がわかる恋愛心理学」（2014年、ナツメ社、ISBN 978-4-8163-5637-7）（本文イラスト・マンガ）